# 삼둔자 전투
삼둔자 전투(三屯子戰鬪)는 1920년 6월 4일 새벽 5시부터 6월 6일 자정까지 대한북로독군부(大韓軍北路督軍府)의 독립군 연합부대와 신민단 예하 이흥수의 신민단 독립군 1개 중대가 연합, 만주 동간도 화룡현(和龍縣) 월신강변 삼둔자(三屯子)에서 니히미 지로 중위가 이끄는 (일본군 남양수비대(南陽守備隊) 예하 1개 중대를 격파한 소규모 전투였다. 한국인 독립군이 국내 진공을 목적으로 일본군을 선제 공격한 사건이기도 하다. 봉오동 전투로 이어지며 넓게는 봉오동 전투의 일부로 보기도 한다.
6월 4일 새벽에 동간도 화룡현 삼둔자에서 출발한 독립군 홍범도, 최진동 부대의 1개소대와 신민단 독립군 예하 1개 소대가 당일 새벽 5시 경 함경북도 종성군 강양동의 일본군 헌병 초소를 선제 습격함으로써 발생하였다. 이후 6월 6일 월강추격대대가 이들을 추격하여 불법으로 중국 영토인 삼둔자에 왔으나 독립군이 보이지 않아 보복으로 양민을 살육하였다. 삼둔자 범진령 고개에 숨어있던 독립군 부대는 매복한 지점 한가운데까지 이들이 들어오기를 기다려 궤멸, 퇴각시켰다.
1920년 6월 7일의 봉오동 회전은 그 직전에 있은 화룡현 월신강(月新江) 삼둔자 전투에서 비롯되었다. 삼둔자 전투는 독립군이 그동안 통상적으로 수행하던 소규모의 국내 진입작전이 도화선이 됐다. 동시에 일본군 육군이 최초로 중국 대륙을 침공한 사건이기도 하다.

## 개요
1920년 5월 28일에 출범한 대한군북로독군부 예하 연합 독립군 부대는 최초로 국내 진공을 시도, 6월 4일 대한신민단 예하 독립군 소대가 함경북도 종성군 강양동(江陽洞)에 진입, 일본군 종성 순찰소대를 습격하였다. 그날 저녁 일본군은 보복을 목적으로 1개 소대 병력을 파견, 두만강을 건너 독립군을 추격해오자, 삼둔자에서 대한북로독군부의 독립군은 아라요시 지로가 이끄는 남양수비대 예하 1개 중대와 헌병경찰중대를 격퇴하였다.

## 배경

### 만주 남부의 통합 독립군부대 조직
1920년 5월 28일 대한독립군과 국민회의 국민군 및 군무도독부(軍務都督府)가 연합하여 하나의 독립군단인 대한군북로독군부(大韓軍北路督軍府)를 조직하고 군무도독부의 병영인 화룡현 봉오동에 병력을 집결시키면서 강력한 국내 진입전을 계획했다. 이 무렵 대한독립군의 병력은 최진동의 군무도독부게가 약 670명, 홍범도와 안무의 국민회계가 약 550명으로 총 대원 1천 2백여 명으로 일제 측에 의해 탐지되었으며, 화력으로는 무기가 기관총 2문, 군총 약 9백 정 이상, 권총 약 2백 정, 폭탄(수류탄) 약 1백 개, 망원경 7개, 탄환 군총 1정 당 150발 등으로 집계되었다.
또한 대한군북로독군부의 중요간부와 각급 지휘관은 다음과 같다.
북로독군부 부장 최진동, 부부장 안무, 북로군 제1군사령부 부장 홍범도, 제1군사령부 부부장 주건(朱建), 1군 참모장 이병채(李秉埰). 향관(餉官) 안위동(安危同), 군무국장 이원(李園), 군무과장 구자익(具滋益), 회계과장 최종하(崔鐘夏), 검사과장 박시원(朴施源), 통신과장 박영(朴英), 치중과장 이상호(李尙浩), 향무과장 최서일(崔瑞日), 피복과장 임병극(林炳極), 제1중대장 이천오(李千五), 제2중대장 강상모, 제3중대장 강시범, 제4중대장 조권식, 제2중대 제3분대장(또는 소대장) 이화일(李化日 또는 李花日)

대한북로독군부는 조직을 정치, 행정과 군사, 지휘로 분권하여 정치, 행정의 총책임자이며 북로독군부의 대표와 그 부부장은 군무도독부의 최진동과 국민군의 군무위원이었던 안무가 담임하고, 통합된 북로독군부의 군사 지휘는 의병 이래의 명장이었던 홍범도가 맡아 통수토록 하였다. 이와 같은 대한군북로독군부의 성립으로 온성에서 두만강 건너 북방에 위치한 봉오동 골짜기와 그 부근에 있던 7~8백 명 이상의 북로독군부 병력과 그 밖에 이흥수(李興秀)가 거느리는 약 60명 가량의 신민단독립군이 집결하여 봉오동 전투를 준비하게 되었다.

### 선제 공격 준비
1920년 5월 홍범도가 이끄는 독립군 부대와 최진동(崔振東)이 이끄는 간도 국민회 소속 부대, 안무(安武)가 이끄는 부대, 신민단 등 만주 지방에서 활약하는 독립군 부대들이 왕청현 봉오동으로 집결했다. 봉오동은 산을 가운데 두고 좌우 골짜기에 마을이 자리잡았는데 모두 조선인들이 살고 있었다. 홍범도를 총사령관으로 하는 독립군 연합부대는 산마루에 진을 치고 주변 마을에 정찰대를 파견, 일본군이 오기를 기다렸다. 그러나 일본군이 쉽게 나타나지 않자 이들은 선제 공격을 계획, 감행한다.
1920년 6월 4일 새벽 5시, 화룡현(和龍縣) 삼둔자(三屯子)를 출발한 30여 명의 독립군 소부대는 두만강을 건너 함경도 종성군 강양동(江陽洞)의 일본군 1개 소대를 초토화했다. 일제는 즉각 육사 23기 출신의 아라요시 지로(新美二郞) 중위에게 남양수비대 1개 중대와 헌병경찰 중대를 보내 뒤쫓게 했다.

## 전개 과정

### 선제 공격
1920년 6월 4일 독립군 홍범도 부대와 최진동 부대의 예하 1개 소대가 각각 북간도 화룡현 삼둔자를 출발, 월신강(月新江)을 넘어 간도를 거쳐 두만강을 건너와 함경북도 종성군 강양동에 주둔하고 있던 1개 소대 규모의 일본군 헌병 국경초소지대를 기습 공격하여 몰살시켰다. 당시 일본군은 독립군의 국내 진입 작전 기밀을 입수하고 만주 국경 지대 주변에 활보하는 한국인 독립군 활동에 관심을 갖고, 방비책을 강구하고 있던 중이라 이는 전투의 도화선이 된다. 이를 일각에서는 봉오동 전투와 따로 구분하여 따로 삼둔자 전투로도 부른다.
30명 가량으로 구성된 독립군의 한 소부대는 흔히 전개하던 국내 진입작전으로 그해 6월 4일 새벽에 삼둔자를 출발하여 두만강을 건너 종성군 북방 5리 지점에 있는 강양동(江陽洞)으로 진격, 그곳에서 후쿠에(福江)가 인솔하는 일본 헌병 순찰소대를 격파한 후, 날이 저물어 두만강을 건너 귀환하여 작전을 종료했다. 6월 4일 오전 종성군 헌병 순찰소가 초토화되자 남양수비대는 독립군의 짓임을 알아채고 즉각 출병한다.

### 일본군 남양수비대 격파
6월 4일 아침, 기습공격에 대한 보복조치로서 니히미 지로 남양수비대 예하 육군 중위가 인솔하는 남양수비대 1개 중대와 헌병경찰중대가 두만강을 건너 공격해왔다. 일제는 이 기습 작전에서의 패배를 복수하겠다고 新美 중위가 인솔하는 남양수비대(南陽守備隊) 병력의 1개 중대와 헌병경찰중대로 하여금 두만강을 건너 추격케 했다. 삼둔자 주둔 독립군의 기습공격을 확인한 국경초소지대의 급보를 받은 일본군 남양수비대(南陽守備隊)는 1개 중대를 출동시켜 반격전을 전개해왔다.
이들 부대는 삼둔자에 이르러 독립군을 발견하지 못하자 분풀이로 무고한 양민만 살육했는데, 독립군은 삼둔자 서남쪽 야산 요지에 잠복하였다가 이들을 공격하여 섬멸시켜 버렸다. 이것이 바로 삼둔자 전투로서 일본군이 처음으로 두만강을 건너 만주 영토로 불법 출병해 독립군과 전투를 벌이다 참패를 당한 것이다. 대한북로독군부의 최진동(崔振東)은 독립군을 매복시켜 놓고 유인해 남양수비대 예하 중대를 격멸시켰다. 아라요시는 잔존 병력을 끌고 급히 도주했다. 이로서 6월 6일 새벽, 전투는 종결되었다.
이에 독립군 연합부대 사령부는 1개 소대를 삼둔자 서남쪽 봉화리(烽火里)의 언덕인 범진령 기슭에 매복시키고, 이화일(李化日) 소대장이 이끄는 약간의 병력을 고지대에 배치시켜 총격전을 벌이면서 일본군을 유인하였다. 전투에서 패한 것을 접한 일본군 남양수비대 사령부와 일본군 제19육군]보병사단에서는 1920년 6월 6일 오전 6시경 병력을 출병한다. 일본군이 독립군 부대가 잠복해 있는 범진령 앞까지 추격해왔을 때는 6월 6일 오전 10시경 이었다.

### 일본군의 재출병
이후 6월 6일 오전 10시 일본군은 잠복해 있는 독립군부대 앞까지 추격해왔다. 6월 6일 점심때까지 독립군은 100m 안팎의 산악 고지에서 일제히 사격을 퍼부어 일본군 남양수비대 1개 중대 병력 60명을 사살하였다. 독립군은 2명이 전사하고, 근처 마을에 거주하던 주민 9명이 유탄 파편에 맞아 사망하였다. 이 전투에서 발군의 전공을 세운 소대장 이화일의 유도작전은 높이 평가된다.
일본군 제19보병사단장은 일본군 19사단 소속 보병 소좌 야스카와 지로(安川二郞)가 지휘하는 보병 및 기관총대 1개 대대인 월강추격대대를 출동시켰다. 독립군 밀정이 새다리에 편지를 묶어서 띄워 보낸 편지를 통해 1,2시간 만에 이 사실을 접한 홍범도, 최진동 등 독립군 지휘에서는 1개 대대급도 안되는 열세한 병력으로 우세한 적과 대결하려면 작전상 이로운 꼭대기 고지에 올라가서 시야를 넓히는 것이 덜 불리하리라 판단하고, 북편으로 퇴각하여, 조를 나누어 일부는 산 꼭대기로 올려보내고, 일부는 안산(安山) 촌락 후방고지에 진지를 만드는 한편, 인근 지역에 목책과 허수아비들을 설치하였다.

## 임시정부의 발표와 일본 측 발표
임시정부 군무부는 이 삼둔자 전투를 다음과 같이 발표하고 있다.
| “ | 1920년 6월 4일 오전 5시에 아군 1개 소대는 화룡현 월신강 삼둔자에서 출발하여 종성군 북방 약 5리 되는 종성군 강양동 상류로 도섭하여 해당지 왜적의 소초장 헌병 군조 후쿠에(福江三太郞)가 인솔한 적병(헌병 巡査兵丁) 약 1소대를 격파했고, 기후 해가 일 막 일모(日暮)하므로 강을 도로 건너 되돌아와 적정을 경계하던 중 왜적 남양수비대장 新美二郞 보병 중위는 화룡현 패전의 보고를 추궁하고 즉시 그 부하 1개 중대 병력과 헌병순사 10여 명을 인솔하고 복수전주의로 도강하여 아군을 향하고 전진할 새, 아군의 수색병은 이를 발견하고 즉시 본대에 경보하니 아군 사령관 최진동(崔振東)은 그 부하 1소대를 삼둔자 서남방 음폐지에 은폐케 한 후 약간의 병원(兵員)을 출하여 거짓 공격(佯擊) 하다가 거짓 은퇴하매 왜적은 추격행동을 취하여 은복(隱伏)한 아군의 부대 전방에 도착할 새(6일 오후 10시)에 급사격으로 적의 부대를 파멸하니, 그 잔병은 삼둔자 북방으로 패주하고 왜적의 제39사단장은 전쟁 패배의 급보를 접하고 야스카와(安川) 소좌에게 출동 명령을 하하다. | ” |
|   | — 대한민국 임시정부 군무부 보고서 |   |

삼둔자 전투의 승리는 미약하였지만 상해 임시정부 군무부는 이 삼둔자 전투에 대한 논평을 발표하고, 결과를 보고서로 남겼다. 한편 임시정부의 보고서에는 양민 학살 사실은 기록되지 않았다.
한편 일제측의 軍事戰鬪報告書는 그들이 참패한 삼둔자 전투의 경과와 양민 학살의 사실을 기술하고 있으나, 그들이 한국인 독립군과의 전투에서 참패당한 사실과 피해는 은폐했다. 일제 측 보고서는 이밖에도 당시 여러 전투에서 자기들의 피해 상황을 대부분 은폐하고 있다.

## 결과
만주지방에서는 3·1운동 이후 고조되던 항일 열기를 이어받아 무력으로 일제와 싸우려는 분위기가 확산되어갔다. 따라서 만주의 소규모 독립군벌들은 국내 진주를 시도 하였다. 이때 만주 지역에는 크고작은 독립군이 조직되었고, 동만주지방의 홍범도가 이끄는 대한독립군, 안무(安武)가 이끄는 국민회군, 최진동(崔振東)이 지휘하는 군무도독부군은 1920년 초부터 서로 연결, 연합하여 활동하였다. 삼둔자 전투에서의 첫 승리는 만주 독립군들로 하여금 사기를 올려 곧이어 벌어진 봉오동 전투에서 승리하는 계기가 되었다.
삼둔자 전투는 독립군의 첫 국내 진공 시도였다. 당시 일본군은 1919년 3.1 운동 이후 독립군의 국내 진입전과 국경지대에 출몰하는 독립군의 활발한 활동에 대해 이들을 위협 세력으로 간주하고 방비책을 강구하고 있었기 때문에, 강양동의 전투는 일본군이 독립군 토벌에 나서는 계기가 되었다.

## 기타
삼둔자 전투는 독립군이 그동안 통상적으로 수행하던 소규모의 국내 진입작전이 도화선이 됐다. 동시에 일본군이 불법으로 중국을 침공하는 전례가 되기도 했다.

## 같이 보기
| - 니콜라옙스크 사건 - 봉오동 전투 - 청산리 전투 - 북로군정서 - 군무도독부 - 홍범도 - 최진동 - 안무 - 이흥수 - 이범석 | - 서일 - 자유시 참변 - 신민단 - 간도국민회 - 대한독립군 - 대한군북로독군부 - 이화일 - 아스카와 지로 - 니히미 지로 |

## 관련 서적
- 윤병석, 《간도역사의 연구》(국학자료원, 2006)
- 박은봉, 《한국사 100장면》 (실천문학사, 1997)
- 이야기한국역사편집위원회, 《이야기 한국역사 11》 (풀빛, 1997)
- 박성옥, 《신민족주의론》 (살림터, 2009)
- 박은봉, 《한국사 편지. 5: 대한제국부터 남북 화해 시대까지》 (웅진닷컴, 2003)
- 해오름, 《초등학생이 꼭 읽어야할 교과서 속 한국인물 100》(대교출판, 2001)
- 박은봉, 《한국사 100장면》 (가람기획, 1993)
- 한국일보사, 《한국독립운동사 1》(한국일보사, 1987)
- 한국독립운동사 편찬위원회, 《독립운동사 5》(한국독립운동사 편찬위원회, 1973)